# 王安龙
王安龙，男，中國大陸軍事，政治人物，中共党員，少將軍階。

## 生平
曾仼職于南京軍區，擔任過不同的軍隊崗位，包括舟山警备区政委、三十一集團軍政治部主任丶中央軍委办公厅副主任、中部战区陆军纪委书记等
   